# Smednik
Smednik – wieś w Słowenii, w gminie Krško. W 2018 roku liczyła 73 mieszkańców.